# Kong Haakon VII's Ankomst til København
Kong Haakon VII's Ankomst til København er en dansk dokumentarisk optagelse fra 1906.

## Handling
Kong Haakon 7. af Norge ankommer til København. Soldater står opmarcheret ved en jernbanestation i anledning af den norske konges ankomst. Kong Haakon og andre kongelige stiger til vogns og kører gennem Københavns gader. De ankommer til Amalienborg Slotsplads.